# Barka Wardougou
Barka Wardougou, né vers 1956 et mort le 26 juillet 2016 à Dubaï, aux Émirats arabes unis, est un militaire libyen et un seigneur de guerre Toubou.

## Biographie
Toubou membre du clan des Teda, Barka Wardougou est un temps officier dans l'armée libyenne.
Dans les années 1990, il prend les armes au Niger à la tête d'un mouvement rebelle, les Forces armées révolutionnaires du Sahara, soutenues par la Libye de Mouammar Kadhafi. Le mouvement dépose les armes en 1997 et signe l'accord d'Alger. En 2008, Barka Wardougou se rapproche des rebelles touaregs du Mouvement des Nigériens pour la justice (MNJ).

## Insurrection et guerre civile libyenne de 2011
Il regagne la Libye et prend part en 2011 à première guerre civile libyenne contre Kadhafi et du côté du Conseil national de transition (CNT) à la tête de deux groupes toubous, le « bataillon du bouclier du désert » et la brigade des Martyrs d'Oumm al-Aranib. Il est considéré comme le premier à avoir pris les armes contre Kadhafi dans le Fezzan, dès le mois de juin 2011. Le 19 août, le « bataillon du bouclier du désert » s'empare de Mourzouq,,. Il prend ensuite le contrôle de la base aérienne de Waw an Namus et, le 25 août d'Al-Wigh à la tête des deux groupes toubous.  Il dirige ensuite le conseil militaire de Mourzouq,.
En 2012, il a joué un rôle clé dans les négociations de paix entre les combattants Toubous et Oulad Souleyman à Sebha et plus tard dans l'année entre les milices combattant Toubous et Zuwayya à Koufra.

## Décès
Atteint d'un cancer de l'estomac, il commence à suivre des soins vers fin 2014 ou début 2015 et fait plusieurs aller-retours entre Dubaï et la Libye. Début 2016, il quitte définitivement la Libye. Après six mois à l'hôpital de Dubaï, Barka Wardougou meurt le 26 juillet 2016 à l'âge de 60 ans.